# Ratpenat cuallarg malai
El ratpenat cuallarg malai (Mops mops) és una espècie de ratpenat de la família dels molòssids que es troba a Indonèsia i Malàisia.